# Lista de episódios de Star Wars: The Clone Wars

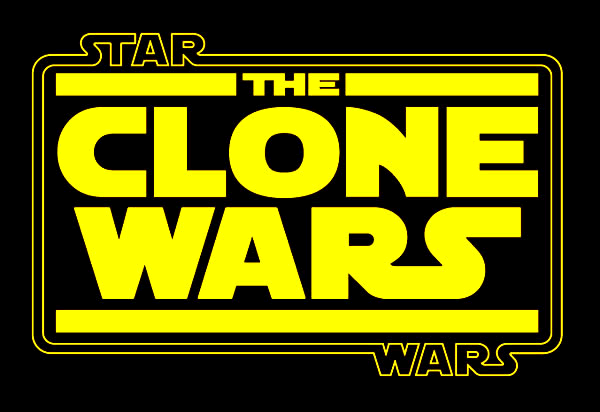
Logotipo original de Star Wars: The Clone Wars

Star Wars: The Clone Wars é uma série de televisão animada digitalmente norte-americana criada pela Lucasfilm Animation, pela Lucasfilm Animation Singapore e pela CGCG Inc. Em 15 de agosto de 2008, foi lançado nos cinemas o filme de estreia; ele serviu como uma introdução à série. O programa estreou no Cartoon Network dos Estados Unidos em 3 de outubro de 2008. Ele é ambientado na galáxia fictícia de Star Wars, durante o ínterim entre o Episódio II – Ataque dos Clones e o Episódio III – A Vingança dos Sith. Cada episódio tem uma duração aproximada de 22 minutos, preenchendo um intervalo televisivo de meia hora.
Em 11 de março de 2013, a Lucasfilm anunciou que a série estaria "terminando", o que efetivamente a cancelou, já que o contrato entre a Lucasfilm e o Cartoon Network terminou após a aquisição da franquia pela Disney. Os episódios não lançados que já haviam terminado produção foram referidos como sendo "bônus conteúdo". Em 16 de janeiro de 2014, a rede de televisão alemã Super RTL anunciou que iria transmitir os episódios remanescentes como uma sexta temporada, composta por 13 episódios. A sexta temporada do programa, junto com as outras cinco temporadas e o filme cinematográfico, tornaram-se disponíveis na Netflix em 7 de março de 2014.
Em julho de 2018, a Lucasfilm anunciou na San Diego Comic-Con que a série The Clone Wars retornaria com 12 novos episódios no Disney+, o serviço de streaming da Disney. A sétima temporada é a última, estreando em 21 de fevereiro de 2020 e concluindo em 4 de maio de 2020.

## Resumo da série
| Temporada | Temporada | Episódios | Episódios | Originalmente exibido   | Originalmente exibido | Originalmente exibido |
| Temporada | Temporada | Episódios | Episódios | Estreia da temporada    | Final da temporada    | Emissora              |
| --------- | --------- | --------- | --------- | ----------------------- | --------------------- | --------------------- |
|           | Filme     | Filme     | Filme     | 15 de agosto de 2008    | 15 de agosto de 2008  | Lançado nos cinemas   |
|           | 1         | 22        | 22        | 3 de outubro de 2008    | 20 de março de 2009   | Cartoon Network       |
|           | 2         | 22        | 22        | 2 de outubro de 2009    | 30 de abril de 2010   | Cartoon Network       |
|           | 3         | 22        | 22        | 17 de setembro de 2010  | 1 de abril de 2011    | Cartoon Network       |
|           | 4         | 22        | 22        | 16 de setembro de 2011  | 16 de março de 2012   | Cartoon Network       |
|           | 5         | 20        | 20        | 29 de setembro de 2012  | 2 de março de 2013    | Cartoon Network       |
|           | 6         | 13        | 13        | 15 de fevereiro de 2014 | 7 de março de 2014    | Netflix               |
|           | 7         | 12        | 12        | 21 de fevereiro de 2020 | 4 de maio de 2020     | Disney+               |

## Episódios

### Filme (2008)
| Título original             | Dirigido por | Escrito por                                   | Lançamento           |
| --------------------------- | ------------ | --------------------------------------------- | -------------------- |
| "Star Wars: The Clone Wars" | Dave Filoni  | Henry Gilroy & Steven Melching & Scott Murphy | 15 de agosto de 2008 |

### 1ª temporada (2008–09)
| N.º na série | N.º na temp. | Título original               | Dirigido por          | Escrito por                                  | Exibição original       |
| ------------ | ------------ | ----------------------------- | --------------------- | -------------------------------------------- | ----------------------- |
| 1            | 1            | "Ambush"                      | Dave Bullock          | Steven Melching                              | 3 de outubro de 2008    |
| 2            | 2            | "Rising Malevolence"          | Dave Filoni           | Steven Melching                              | 3 de outubro de 2008    |
| 3            | 3            | "Shadow of Malevolence"       | Brian Kalin O'Connell | Steven Melching                              | 10 de outubro de 2008   |
| 4            | 4            | "Destroy Malevolence"         | Brian Kalin O'Connell | Steven Melching                              | 17 de outubro de 2008   |
| 5            | 5            | "Rookies"                     | Justin Ridge          | Steven Melching                              | 24 de outubro de 2008   |
| 6            | 6            | "Downfall of a Droid"         | Rob Coleman           | George Krstic                                | 7 de novembro de 2008   |
| 7            | 7            | "Duel of the Droids"          | Rob Coleman           | Kevin Campbell & Henry Gilroy                | 14 de novembro de 2008  |
| 8            | 8            | "Bombad Jedi"                 | Jesse Yeh             | Kevin Rubio & Steven Melching & Henry Gilroy | 21 de novembro de 2008  |
| 9            | 9            | "Cloak of Darkness"           | Dave Filoni           | Paul Dini                                    | 5 de dezembro de 2008   |
| 10           | 10           | "Lair of Grievous"            | Atsushi Takeuchi      | Henry Gilroy                                 | 12 de dezembro de 2008  |
| 11           | 11           | "Dooku Captured"              | Jesse Yeh             | Julie Siege                                  | 2 de janeiro de 2009    |
| 12           | 12           | "The Gungan General"          | Justin Ridge          | Julie Siege                                  | 9 de janeiro de 2009    |
| 13           | 13           | "Jedi Crash"                  | Rob Coleman           | Katie Lucas                                  | 16 de janeiro de 2009   |
| 14           | 14           | "Defenders of Peace"          | Steward Lee           | Bill Canterbury                              | 23 de janeiro de 2009   |
| 15           | 15           | "Trespass"                    | Brian Kalin O'Connell | Steven Melching                              | 30 de janeiro de 2009   |
| 16           | 16           | "The Hidden Enemy"            | Steward Lee           | Drew Z. Greenberg                            | 6 de fevereiro de 2009  |
| 17           | 17           | "Blue Shadow Virus"           | Giancarlo Volpe       | Craig Titley                                 | 13 de fevereiro de 2009 |
| 18           | 18           | "Mystery of a Thousand Moons" | Jesse Yeh             | Brian Larsen                                 | 13 de fevereiro de 2009 |
| 19           | 19           | "Storm Over Ryloth"           | Brian Kalin O'Connell | George Krstic & Scott Murphy & Henry Gilroy  | 27 de fevereiro de 2009 |
| 20           | 20           | "Innocents of Ryloth"         | Justin Ridge          | Randy Stradley & Henry Gilroy                | 6 de março de 2009      |
| 21           | 21           | "Liberty on Ryloth"           | Rob Coleman           | Henry Gilroy                                 | 13 de março de 2009     |
| 22           | 22           | "Hostage Crisis"              | Giancarlo Volpe       | Eoghan Mahony                                | 20 de março de 2009     |

### 2ª temporada (2009–10)
| N.º na série | N.º na temp. | Título original                | Dirigido por           | Escrito por                     | Exibição original       |
| ------------ | ------------ | ------------------------------ | ---------------------- | ------------------------------- | ----------------------- |
| 23           | 1            | "Holocron Heist"               | Justin Ridge           | Paul Dini                       | 2 de outubro de 2009    |
| 24           | 2            | "Cargo of Doom"                | Rob Coleman            | George Krstic                   | 2 de outubro de 2009    |
| 25           | 3            | "Children of the Force"        | Brian Kalin O'Connell  | Henry Gilroy & Wendy Meracle    | 9 de outubro de 2009    |
| 26           | 4            | "Senate Spy"                   | Steward Lee            | Melinda Hsu                     | 16 de outubro de 2009   |
| 27           | 5            | "Landing at Point Rain"        | Brian Kalin O'Connell  | Brian Larsen                    | 6 de novembro de 2009   |
| 28           | 6            | "Weapons Factory"              | Giancarlo Volpe        | Brian Larsen                    | 13 de novembro de 2009  |
| 29           | 7            | "Legacy of Terror"             | Steward Lee            | Eoghan Mahony                   | 20 de novembro de 2009  |
| 30           | 8            | "Brain Invaders"               | Steward Lee            | Andrew Kreisberg                | 4 de dezembro de 2009   |
| 31           | 9            | "Grievous Intrigue"            | Giancarlo Volpe        | Ben Edlund                      | 1 de janeiro de 2010    |
| 32           | 10           | "The Deserter"                 | Robert Dalva           | Carl Ellsworth                  | 1 de janeiro de 2010    |
| 33           | 11           | "Lightsaber Lost"              | Giancarlo Volpe        | Drew Z. Greenberg               | 22 de janeiro de 2010   |
| 34           | 12           | "The Mandalore Plot"           | Kyle Dunlevy           | Melinda Hsu                     | 29 de janeiro de 2010   |
| 35           | 13           | "Voyage of Temptation"         | Brian Kalin O' Connell | Paul Dini                       | 5 de fevereiro de 2010  |
| 36           | 14           | "Duchess of Mandalore"         | Brian Kalin O' Connell | Drew Z. Greenberg               | 12 de fevereiro de 2010 |
| 37           | 15           | "Senate Murders"               | Brian Kalin O' Connell | Drew Z. Greenberg               | 12 de março de 2010     |
| 38           | 16           | "Cat and Mouse"                | Kyle Dunlevy           | Brian Larsen                    | 20 de março de 2010     |
| 39           | 17           | "Bounty Hunters"               | Steward Lee            | Carl Ellsworth                  | 27 de março de 2010     |
| 40           | 18           | "The Zillo Beast"              | Giancarlo Volpe        | Craig Titley                    | 3 de abril de 2010      |
| 41           | 19           | "The Zillo Beast Strikes Back" | Steward Lee            | Steven Melching                 | 10 de abril de 2010     |
| 42           | 20           | "Death Trap"                   | Steward Lee            | Doug Petrie                     | 17 de abril de 2010     |
| 43           | 21           | "R2 Come Home"                 | Giancarlo Volpe        | Eoghan Mahony                   | 24 de abril de 2010     |
| 44           | 22           | "Lethal Trackdown"             | Dave Filoni            | Dave Filoni & Drew Z. Greenberg | 30 de abril de 2010     |

### 3ª temporada (2010–11)
| N.º na série | N.º na temp. | Título original        | Dirigido por          | Escrito por                       | Exibição original       |
| ------------ | ------------ | ---------------------- | --------------------- | --------------------------------- | ----------------------- |
| 45           | 1            | "Clone Cadets"         | Dave Filoni           | Cameron Litvack                   | 17 de setembro de 2010  |
| 46           | 2            | "ARC Troopers"         | Kyle Dunlevy          | Cameron Litvack                   | 17 de setembro de 2010  |
| 47           | 3            | "Supply Lines"         | Brian Kalin O'Connell | Steven Melching & Eoghan Mahony   | 24 de setembro de 2010  |
| 48           | 4            | "Sphere of Influence"  | Kyle Dunlevy          | Katie Lucas & Steven Melching     | 1 de outubro de 2010    |
| 49           | 5            | "Corruption"           | Giancarlo Volpe       | Cameron Litvack                   | 8 de outubro de 2010    |
| 50           | 6            | "The Academy"          | Giancarlo Volpe       | Katie Lucas & Steven Melching     | 15 de outubro de 2010   |
| 51           | 7            | "Assassin"             | Kyle Dunlevy          | Katie Lucas                       | 22 de outubro de 2010   |
| 52           | 8            | "Evil Plans"           | Brian Kalin O'Connell | Steve Mitchell & Craig Van Sickle | 5 de novembro de 2010   |
| 53           | 9            | "Hunt for Ziro"        | Steward Lee           | Steve Mitchell & Craig Van Sickle | 12 de novembro de 2010  |
| 54           | 10           | "Heroes on Both Sides" | Kyle Dunlevy          | Daniel Arkin                      | 19 de novembro de 2010  |
| 55           | 11           | "Pursuit of Peace"     | Duwayne Dunham        | Daniel Arkin                      | 3 de dezembro de 2010   |
| 56           | 12           | "Nightsisters"         | Giancarlo Volpe       | Katie Lucas                       | 7 de janeiro de 2011    |
| 57           | 13           | "Monster"              | Kyle Dunlevy          | Katie Lucas                       | 14 de janeiro de 2011   |
| 58           | 14           | "Witches of the Mist"  | Giancarlo Volpe       | Katie Lucas                       | 21 de janeiro de 2011   |
| 59           | 15           | "Overlords"            | Steward Lee           | Christian Taylor                  | 28 de janeiro de 2011   |
| 60           | 16           | "Altar of Mortis"      | Brian Kalin O'Connell | Christian Taylor                  | 4 de fevereiro de 2011  |
| 61           | 17           | "Ghosts of Mortis"     | Steward Lee           | Christian Taylor                  | 11 de fevereiro de 2011 |
| 62           | 18           | "The Citadel"          | Kyle Dunlevy          | Matt Michnovetz                   | 18 de fevereiro de 2011 |
| 63           | 19           | "Counter Attack"       | Brian Kalin O'Connell | Matt Michnovetz                   | 4 de março de 2011      |
| 64           | 20           | "Citadel Rescue"       | Steward Lee           | Matt Michnovetz                   | 11 de março de 2011     |
| 65           | 21           | "Padawan Lost"         | Dave Filoni           | Bonnie Mark                       | 1 de abril de 2011      |
| 66           | 22           | "Wookiee Hunt"         | Dave Filoni           | Bonnie Mark                       | 1 de abril de 2011      |

### 4ª temporada (2011–12)
| N.º na série | N.º na temp. | Título original          | Dirigido por          | Escrito por                       | Exibição original       |
| ------------ | ------------ | ------------------------ | --------------------- | --------------------------------- | ----------------------- |
| 67           | 1            | "Water War"              | Duwayne Dunham        | Jose Molina                       | 16 de setembro de 2011  |
| 68           | 2            | "Gungan Attack"          | Brian Kalin O'Connell | Jose Molina                       | 16 de setembro de 2011  |
| 69           | 3            | "Prisoners"              | Danny Keller          | Jose Molina                       | 23 de setembro de 2011  |
| 70           | 4            | "Shadow Warrior"         | Brian Kalin O'Connell | Daniel Arkin                      | 30 de setembro de 2011  |
| 71           | 5            | "Mercy Mission"          | Danny Keller          | Bonnie Mark                       | 7 de outubro de 2011    |
| 72           | 6            | "Nomad Droids"           | Steward Lee           | Steve Mitchell & Craig Van Sickle | 14 de outubro de 2011   |
| 73           | 7            | "Darkness on Umbara"     | Steward Lee           | Matt Michnovetz                   | 28 de outubro de 2011   |
| 74           | 8            | "The General"            | Walter Murch          | Matt Michnovetz                   | 4 de novembro de 2011   |
| 75           | 9            | "Plan of Dissent"        | Kyle Dunlevy          | Matt Michnovetz                   | 11 de novembro de 2011  |
| 76           | 10           | "Carnage of Krell"       | Kyle Dunlevy          | Matt Michnovetz                   | 18 de novembro de 2011  |
| 77           | 11           | "Kidnapped"              | Kyle Dunlevy          | Henry Gilroy                      | 25 de novembro de 2011  |
| 78           | 12           | "Slaves of the Republic" | Brian Kalin O'Connell | Henry Gilroy                      | 2 de dezembro de 2011   |
| 79           | 13           | "Escape from Kadavo"     | Danny Keller          | Henry Gilroy                      | 6 de janeiro de 2012    |
| 80           | 14           | "A Friend in Need"       | Dave Filoni           | Christian Taylor                  | 13 de janeiro de 2012   |
| 81           | 15           | "Deception"              | Kyle Dunlevy          | Brent Friedman                    | 20 de janeiro de 2012   |
| 82           | 16           | "Friends and Enemies"    | Bosco Ng              | Brent Friedman                    | 27 de janeiro de 2012   |
| 83           | 17           | "The Box"                | Brian Kalin O'Connel  | Brent Friedman                    | 3 de fevereiro de 2012  |
| 84           | 18           | "Crisis on Naboo"        | Danny Keller          | Brent Friedman                    | 10 de fevereiro de 2012 |
| 85           | 19           | "Massacre"               | Steward Lee           | Katie Lucas                       | 24 de fevereiro de 2012 |
| 86           | 20           | "Bounty"                 | Kyle Dunlevy          | Katie Lucas                       | 2 de março de 2012      |
| 87           | 21           | "Brothers"               | Bosco Ng              | Katie Lucas                       | 9 de março de 2012      |
| 88           | 22           | "Revenge"                | Brian Kalin O'Connell | Katie Lucas                       | 16 de março de 2012     |

### 5ª temporada (2012–13)
| N.º na série | N.º na temp. | Título original              | Dirigido por          | Escrito por      | Exibição original       |
| ------------ | ------------ | ---------------------------- | --------------------- | ---------------- | ----------------------- |
| 89           | 1            | "Revival"                    | Steward Lee           | Chris Collins    | 29 de setembro de 2012  |
| 90           | 2            | "A War on Two Fronts"        | Dave Filoni           | Chris Collins    | 6 de outubro de 2012    |
| 91           | 3            | "Front Runners"              | Steward Lee           | Chris Collins    | 13 de outubro de 2012   |
| 92           | 4            | "The Soft War"               | Kyle Dunlevy          | Chris Collins    | 20 de outubro de 2012   |
| 93           | 5            | "Tipping Points"             | Bosco Ng              | Chris Collins    | 27 de outubro de 2012   |
| 94           | 6            | "The Gathering"              | Kyle Dunlevy          | Christian Taylor | 3 de novembro de 2012   |
| 95           | 7            | "A Test of Strength"         | Bosco Ng              | Christian Taylor | 10 de novembro de 2012  |
| 96           | 8            | "Bound for Rescue"           | Brian Kalin O'Connell | Christian Taylor | 17 de novembro de 2012  |
| 97           | 9            | "A Necessary Bond"           | Danny Keller          | Christian Taylor | 24 de novembro de 2012  |
| 98           | 10           | "Secret Weapons"             | Danny Keller          | Brent Friedman   | 1 de dezembro de 2012   |
| 99           | 11           | "A Sunny Day in the Void"    | Kyle Dunlevy          | Brent Friedman   | 8 de dezembro de 2012   |
| 100          | 12           | "Missing in Action"          | Steward Lee           | Brent Friedman   | 5 de janeiro de 2013    |
| 101          | 13           | "Point of No Return"         | Bosco Ng              | Brent Friedman   | 12 de janeiro de 2013   |
| 102          | 14           | "Eminence"                   | Kyle Dunlevy          | Chris Collins    | 19 de janeiro de 2013   |
| 103          | 15           | "Shades of Reason"           | Bosco Ng              | Chris Collins    | 26 de janeiro de 2013   |
| 104          | 16           | "The Lawless"                | Brian Kalin O'Connell | Chris Collins    | 2 de fevereiro de 2013  |
| 105          | 17           | "Sabotage"                   | Brian Kalin O'Connell | Charles Murray   | 9 de fevereiro de 2013  |
| 106          | 18           | "The Jedi Who Knew Too Much" | Danny Keller          | Charles Murray   | 16 de fevereiro de 2013 |
| 107          | 19           | "To Catch a Jedi"            | Kyle Dunlevy          | Charles Murray   | 23 de fevereiro de 2013 |
| 108          | 20           | "The Wrong Jedi"             | Dave Filoni           | Charles Murray   | 2 de março de 2013      |

### 6ª temporada (2014)
| N.º na série | N.º na temp. | Título original            | Dirigido por          | Escrito por         | Lançamento              |
| ------------ | ------------ | -------------------------- | --------------------- | ------------------- | ----------------------- |
| 109          | 1            | "The Unknown"              | Bosco Ng              | Katie Lucas         | 15 de fevereiro de 2014 |
| 110          | 2            | "Conspiracy"               | Brian Kalin O'Connell | Katie Lucas         | 15 de fevereiro de 2014 |
| 111          | 3            | "Fugitive"                 | Danny Keller          | Katie Lucas         | 15 de fevereiro de 2014 |
| 112          | 4            | "Orders"                   | Kyle Dunlevy          | Katie Lucas         | 15 de fevereiro de 2014 |
| 113          | 5            | "An Old Friend"            | Brian Kalin O'Connell | Christian Taylor    | 22 de fevereiro de 2014 |
| 114          | 6            | "The Rise of Clovis"       | Danny Keller          | Christian Taylor    | 22 de fevereiro de 2014 |
| 115          | 7            | "Crisis at the Heart"      | Steward Lee           | Christian Taylor    | 22 de fevereiro de 2014 |
| 116          | 8            | "The Disappeared, Part I"  | Steward Lee           | Jonathan W. Rinzler | 1 de março de 2014      |
| 117          | 9            | "The Disappeared, Part II" | Bosco Ng              | Jonathan W. Rinzler | 1 de março de 2014      |
| 118          | 10           | "The Lost One"             | Brian Kalin O'Connell | Christian Taylor    | 1 de março de 2014      |
| 119          | 11           | "Voices"                   | Danny Keller          | Christian Taylor    | 1 de março de 2014      |
| 120          | 12           | "Destiny"                  | Kyle Dunlevy          | Christian Taylor    | 7 de março de 2014      |
| 121          | 13           | "Sacrifice"                | Steward Lee           | Christian Taylor    | 7 de março de 2014      |

### 7ª temporada (2020)
| N.º na série | N.º na temp. | Título original             | Dirigido por                       | Escrito por                                    | Lançamento              |
| ------------ | ------------ | --------------------------- | ---------------------------------- | ---------------------------------------------- | ----------------------- |
| 122          | 1            | "The Bad Batch"             | Kyle Dunlevy                       | Matt Michnovetz & Brent Friedman               | 21 de fevereiro de 2020 |
| 123          | 2            | "A Distant Echo"            | Steward Lee                        | Matt Michnovetz & Dave Filoni & Brent Friedman | 28 de fevereiro de 2020 |
| 124          | 3            | "On the Wings of Keeradaks" | Bosco Ng                           | Matt Michnovetz & Brent Friedman               | 6 de março de 2020      |
| 125          | 4            | "Unfinished Business"       | Brian Kalin O'Connell              | Matt Michnovetz & Brent Friedman               | 13 de março de 2020     |
| 126          | 5            | "Gone with a Trace"         | Saul Ruiz & Kyle Dunlevy           | Dave Filoni & Charles Murray                   | 20 de março de 2020     |
| 127          | 6            | "Deal No Deal"              | Nathaniel Villanueva & Steward Lee | Dave Filoni & Charles Murray                   | 27 de março de 2020     |
| 128          | 7            | "Dangerous Debt"            | Saul Ruiz & Bosco Ng               | Dave Filoni & Charles Murray                   | 3 de abril de 2020      |
| 129          | 8            | "Together Again"            | Nathaniel Villanueva               | Dave Filoni & Charles Murray                   | 10 de abril de 2020     |
| 130          | 9            | "Old Friends Not Forgotten" | Saul Ruiz                          | Dave Filoni                                    | 17 de abril de 2020     |
| 131          | 10           | "The Phantom Apprentice"    | Nathaniel Villanueva               | Dave Filoni                                    | 24 de abril de 2020     |
| 132          | 11           | "Shattered"                 | Saul Ruiz                          | Dave Filoni                                    | 1 de maio de 2020       |
| 133          | 12           | "Victory and Death"         | Nathaniel Villanueva               | Dave Filoni                                    | 4 de maio de 2020       |